# El Megve
El Megve è uno dei quattro comuni del dipartimento di Bassikounou, situato nella regione di Hodh-Charghi in Mauritania. Nel censimento della popolazione del 2000 contava 7.612 abitanti.